# Revêtement mural PVC
Un revêtement mural PVC ou (revêtement mural vinyle) est un produit décoratif qui sert, de manière fonctionnelle, à couvrir et à donner du confort à des murs ou à des cloisons intérieures.

## Les familles de revêtements
Le revêtement mural PVC est composé de quatre grandes familles de revêtements :
- PVC sur textile (coton, intissé/non-tissé) ;
- PVC sur support papier ;
- mousse PVC sur support ou non ;
- PVC ou film PVC sur support ou non.

Il répond à des caractéristiques techniques contraignantes d’un point de vue résistance aux bactéries, à la lumière, aux chocs et éraflures ou à l’allongement, à l’abrasion et à l’entretien. Certains revêtements muraux PVC, qui sont une fois et demie à deux fois plus lourds que les revêtements standards, peuvent également répondre à des contraintes de résistance mécanique importantes. Ce revêtement existe dans une multitude de coloris, de motifs et de textures, lisses, granités, transparentes, avec des jeux de densité qui ouvrent le champ des possibles en matière de possibilités créatives.

## Réglementations des revêtements muraux
Le revêtement mural PVC répond à une norme produit de spécification européenne, la norme NF EN 259- Revêtements muraux à usage intense.
Il répond donc à des contraintes de formulation, est super lessivable et brossable, a une solidité des couleurs ≥ 6 et passe l’essai de la résistance à l'impact. Il est également conforme aux exigences de la réglementation française. Il répond notamment aux réglementations de sécurité incendie applicables en France. Par exemple, il satisfait aux exigences de l'article U23 pour les revêtements muraux dans les couloirs d’hôpitaux.
Le marquage CE des revêtements muraux est requis pour leur mise sur le marché européen. La norme harmonisée EN 15102 relative aux revêtements muraux en rouleaux et aux panneaux a été révisé en 2019 mais n'est pas encore paru au JOUE. C'est donc la version 2011 de cette norme qui prévaut.
Depuis janvier 2012, le revêtement mural est soumis à l’obligation d’étiquetage sanitaire individuel. Les émissions du revêtement mural PVC sont classées A+, ce qui correspond à la meilleure classe d’émission réglementaire.

## Mise en œuvre
La norme de mise en œuvre des revêtements muraux en PVC est la norme NF DTU 59-4.
Pour poser le revêtement de mur en PVC dans les règles de l’art, il est nécessaire de s’y conformer.
D’une manière générale, la mise en œuvre du revêtement mural PVC est plus facile et plus rapide que celle des autres solutions murales. Elle nécessite moins de temps de préparation puisqu’un simple encollage du mur suffit, sauf pour le revêtement mural PVC sur support papier. Il suffit ensuite d’appliquer les lés avec une coupe du revêtement au cutter. La pièce est ensuite opérationnelle, juste après la mise en œuvre, car il n'y a pas de contrainte de temps de séchage et la mise en œuvre est sans odeurs. Comme elle n’occasionne pas d'éclaboussures, la protection des sols et des meubles est plus restreinte et le nettoyage de fin de chantier plus rapide. 

## Usages
On retrouve le revêtement mural PVC dans les établissements de santé (hôpitaux, cliniques, maisons de retraites), l'hôtellerie et la restauration, le tertiaire (bureaux et magasins) et dans les logements. 
Grâce à ses propriétés antibactériennes et anti fongistatiques et à son entretien facile (surface lisse et compacte), il est particulièrement adapté aux établissements de santé. Il répond, par ailleurs, aux normes attendues dans ce secteur d'activité, y compris pour la sécurité incendie dans les établissements recevant du public.
Ce type de revêtement est également prisé dans l'hôtellerie et la restauration, le tertiaire et le logement car il permet de créer une palette d’ambiances extrêmement large voire une personnalisation totale puisqu’il est possible, avec l'impression numérique, d’imprimer n’importe quelle image sur un revêtement mural PVC. Il répond également aux contraintes de solidité, de durabilité et d’hygiène requis dans ces secteurs.